# Sceaux-sur-Huisne
Sceaux-sur-Huisne és un municipi francès situat al departament del Sarthe i a la regió de País del Loira. L'any 2007 tenia 581 habitants.

## Demografia

### Població
El 2007 la població de fet de Sceaux-sur-Huisne era de 581 persones. Hi havia 230 famílies de les quals 56 eren unipersonals (32 homes vivint sols i 24 dones vivint soles), 87 parelles sense fills, 83 parelles amb fills i 4 famílies monoparentals amb fills.
La població ha evolucionat segons el següent gràfic:
Habitants censats

### Habitatges
El 2007 hi havia 273 habitatges, 234 eren l'habitatge principal de la família, 17 eren segones residències i 21 estaven desocupats. 258 eren cases i 15 eren apartaments. Dels 234 habitatges principals, 142 estaven ocupats pels seus propietaris, 89 estaven llogats i ocupats pels llogaters i 3 estaven cedits a títol gratuït; 1 tenia una cambra, 24 en tenien dues, 26 en tenien tres, 74 en tenien quatre i 109 en tenien cinc o més. 183 habitatges disposaven pel capbaix d'una plaça de pàrquing. A 95 habitatges hi havia un automòbil i a 119 n'hi havia dos o més.

### Piràmide de població
La piràmide de població per edats i sexe el 2009 era:
| Homes | Edats   | Dones |
| ----- | ------- | ----- |
| 4     | 95 o +  | 0     |
| 0     | 90 a 94 | 0     |
| 4     | 85 a 89 | 0     |
| 0     | 80 a 84 | 0     |
| 0     | 75 a 79 | 8     |
| 20    | 70 a 74 | 8     |
| 16    | 65 a 69 | 12    |
| 24    | 60 a 64 | 16    |
| 4     | 55 a 59 | 8     |
| 8     | 50 a 54 | 20    |
| 16    | 45 a 49 | 12    |
| 40    | 40 a 44 | 36    |
| 36    | 35 a 39 | 32    |
| 16    | 30 a 34 | 24    |
| 4     | 25 a 29 | 8     |
| 8     | 20 a 24 | 4     |
| 20    | 15 a 19 | 32    |
| 24    | 10 a 14 | 20    |
| 20    | 5 a 9   | 20    |
| 16    | 0 a 4   | 4     |

## Economia
El 2007 la població en edat de treballar era de 384 persones, 297 eren actives i 87 eren inactives. De les 297 persones actives 272 estaven ocupades (148 homes i 124 dones) i 25 estaven aturades (10 homes i 15 dones). De les 87 persones inactives 27 estaven jubilades, 35 estaven estudiant i 25 estaven classificades com a «altres inactius».

### Ingressos
El 2009 a Sceaux-sur-Huisne hi havia 234 unitats fiscals que integraven 590,5 persones, la mediana anual d'ingressos fiscals per persona era de 16.414 €.

### Activitats econòmiques
Dels 21 establiments que hi havia el 2007, 2 eren d'empreses alimentàries, 1 d'una empresa de fabricació d'altres productes industrials, 2 d'empreses de construcció, 6 d'empreses de comerç i reparació d'automòbils, 1 d'una empresa de transport, 5 d'empreses d'hostatgeria i restauració, 1 d'una empresa financera, 1 d'una empresa immobiliària, 1 d'una empresa de serveis i 1 d'una empresa classificada com a «altres activitats de serveis».
Dels 8 establiments de servei als particulars que hi havia el 2009, 3 eren tallers de reparació d'automòbils i de material agrícola, 2 fusteries, 1 perruqueria i 2 restaurants.
Dels 2 establiments comercials que hi havia el 2009, 1 era una botiga de menys de 120 m² i 1 una fleca.
L'any 2000 a Sceaux-sur-Huisne hi havia 9 explotacions agrícoles que ocupaven un total de 475 hectàrees.

## Equipaments sanitaris i escolars
El 2009 hi havia una escola elemental.

## Poblacions més properes
El següent diagrama mostra les poblacions més properes.